# Baranya vármegye története

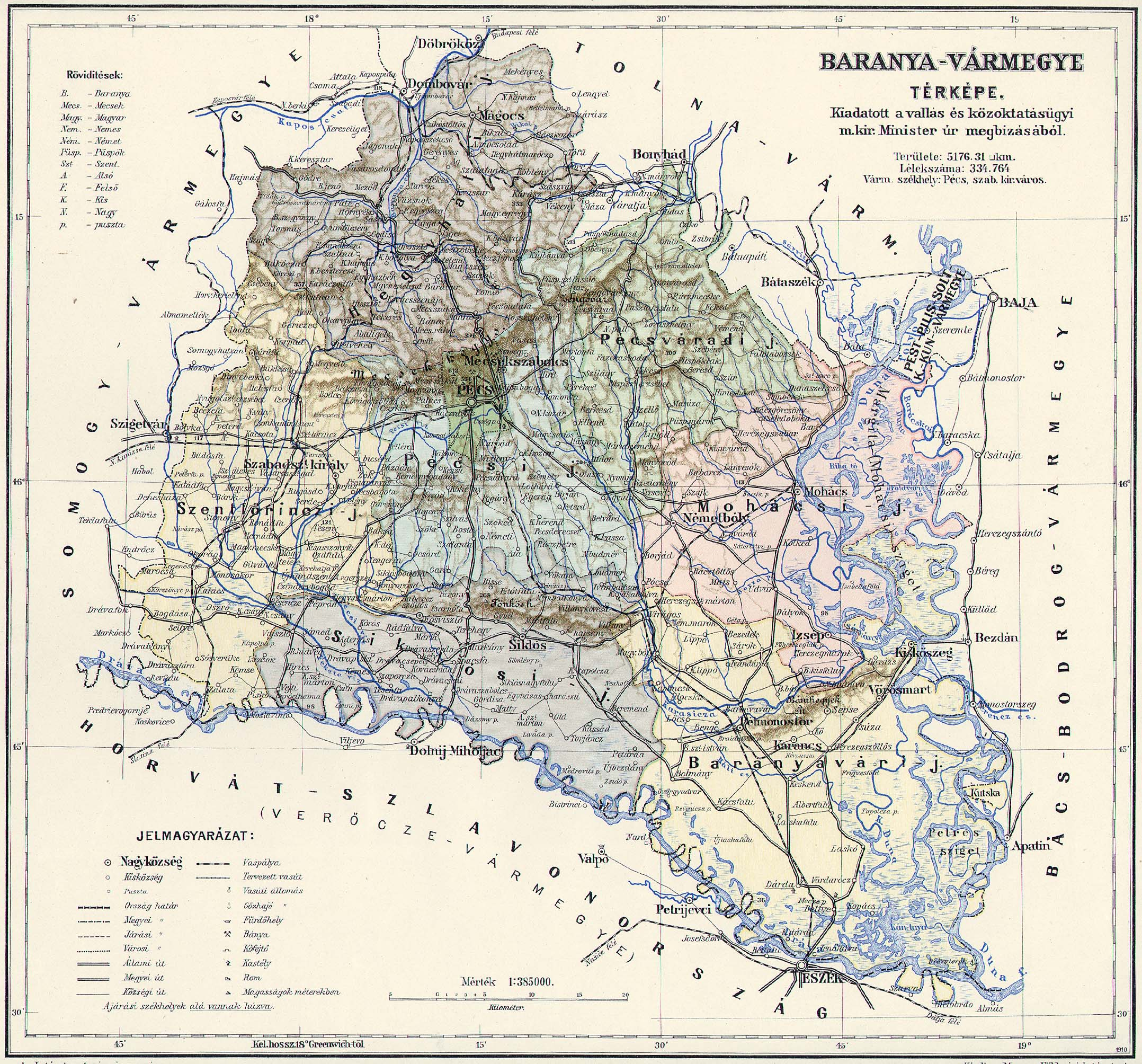
Baranya vármegye közigazgatási térképe 1910-ből

Baranya vármegye (németül: Komitat Branau, horvátul: Baranjska županija, latinul: Comitatus Baraniensis) közigazgatási egység volt a Magyar Királyság dunántúli részében. Jelenleg nagy része Magyarországhoz tartozik, a mai Baranya vármegye területe nagyrészt megegyezik vele, délkeleti fele pedig Horvátország része.

## Földrajz

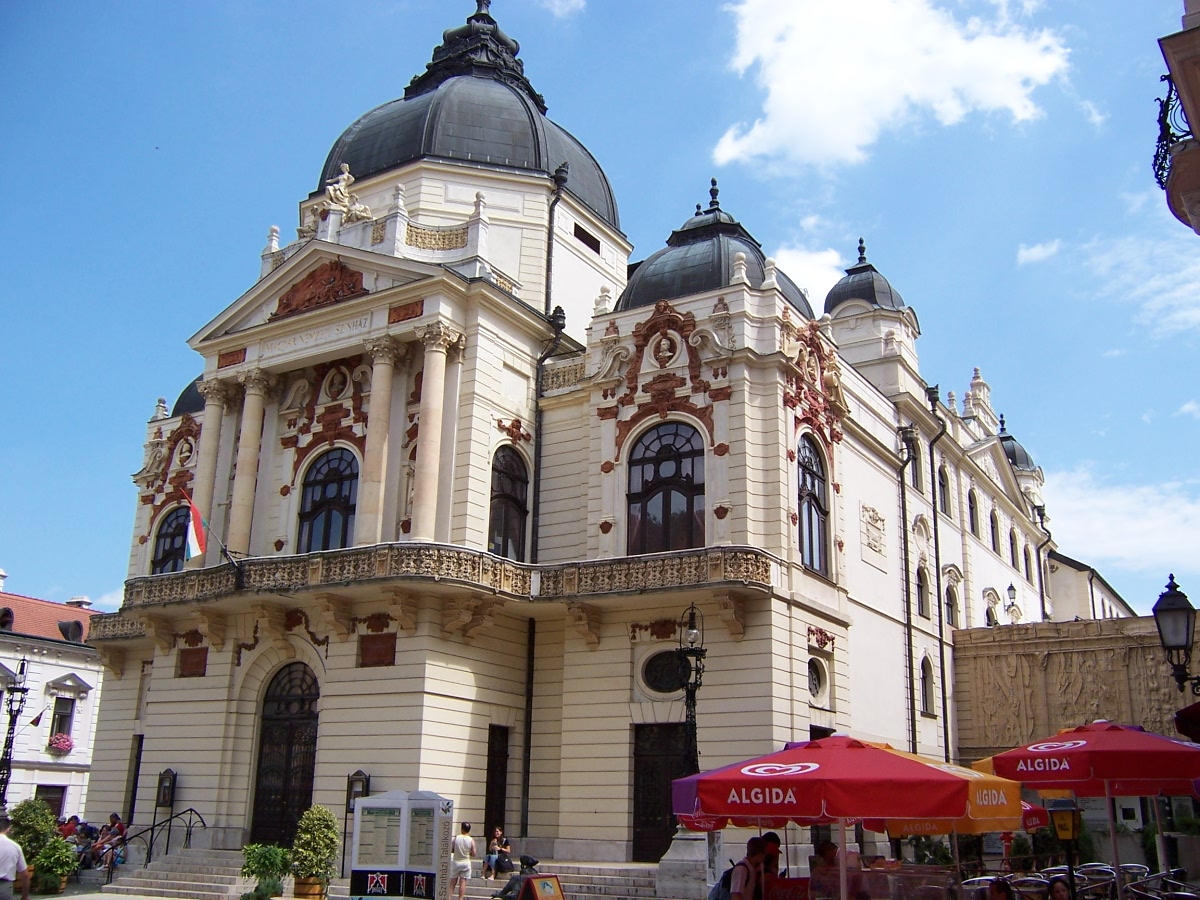
A Pécsi Nemzeti Színház épülete

Baranya vármegye a Dráva alsó völgyszakaszának vidékén terült el az Alma folyó vonalától a Dráva Dunába való torkolatáig. Területei a Dráva mindkét partjára kiterjedt; északon a Zselic (ma Mecsek) erdőkig, délen a Pozsegahavasáig (ma Papuk hegység). Területének nagy részét dombságok fedték le: a Baranyai-dombság és a Mecsek.
A vármegyét keletről Bács-Bodrog, délről Verőce, nyugatról Somogy, északról Tolna, északkeletről pedig 1932-ig Pest-Pilis-Solt-Kiskun vármegyék határolták.

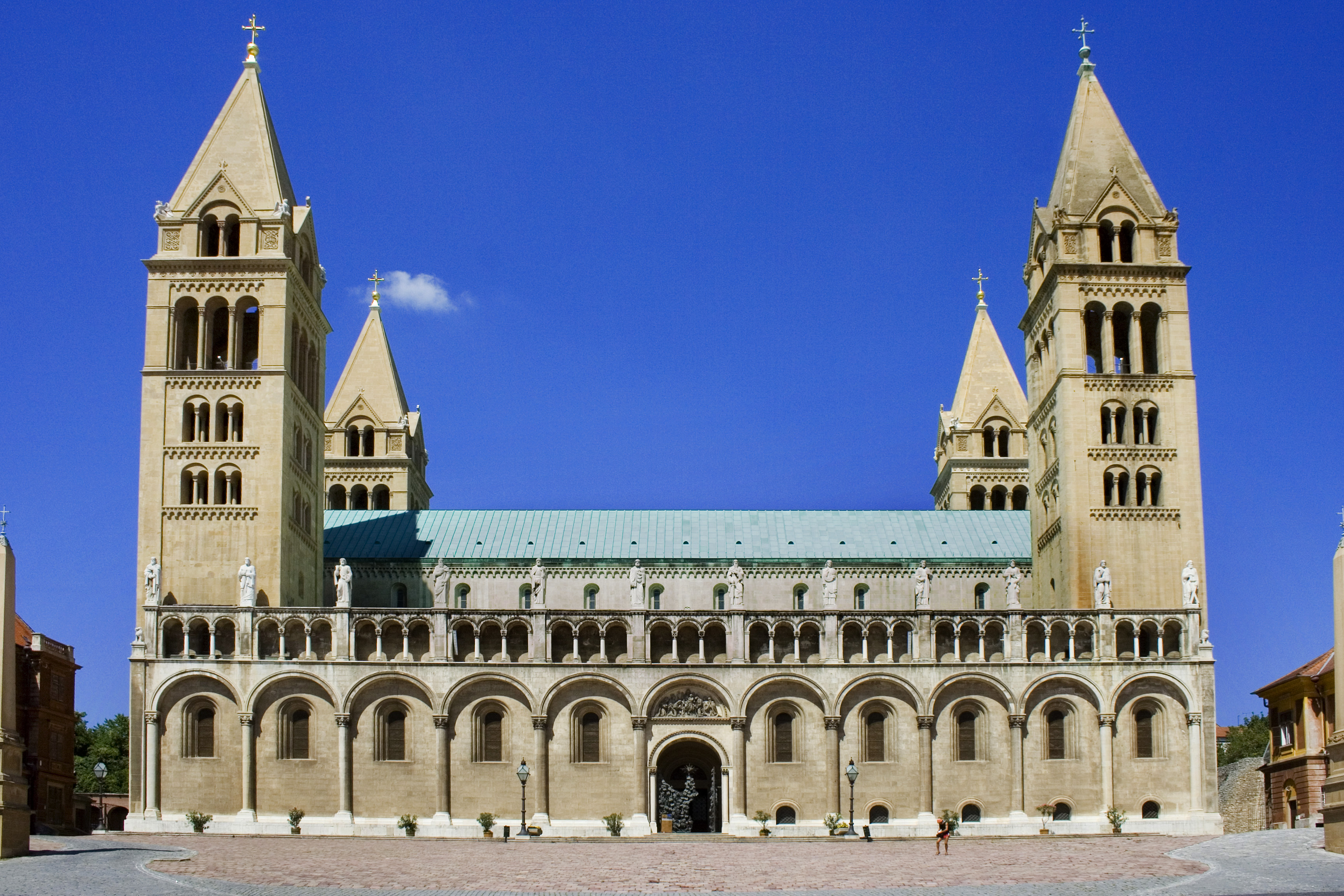
Pécsi székesegyház

A vármegyének két fontosabb folyója volt: a Duna és a Dráva. A területről eredő folyók, patakok a Zselic-Vashegy (ma Báni hegyek) tömbjéből déli irányba futva párhuzamosan völgyekre szabdalták a hátságot, a Duna és Dráva síkságán pedig holtágakban vesztek el.
A megye nyugati határát jelölő Alma folyó (ma Almás) jobb oldalról vette fel a somogyi Zselic felől határul szolgáló Karán patakot, dél felé folyva, majd a síkságot elérve halastavakat hozott létre, s medre alább közvetlenül a Drávába torkollott.

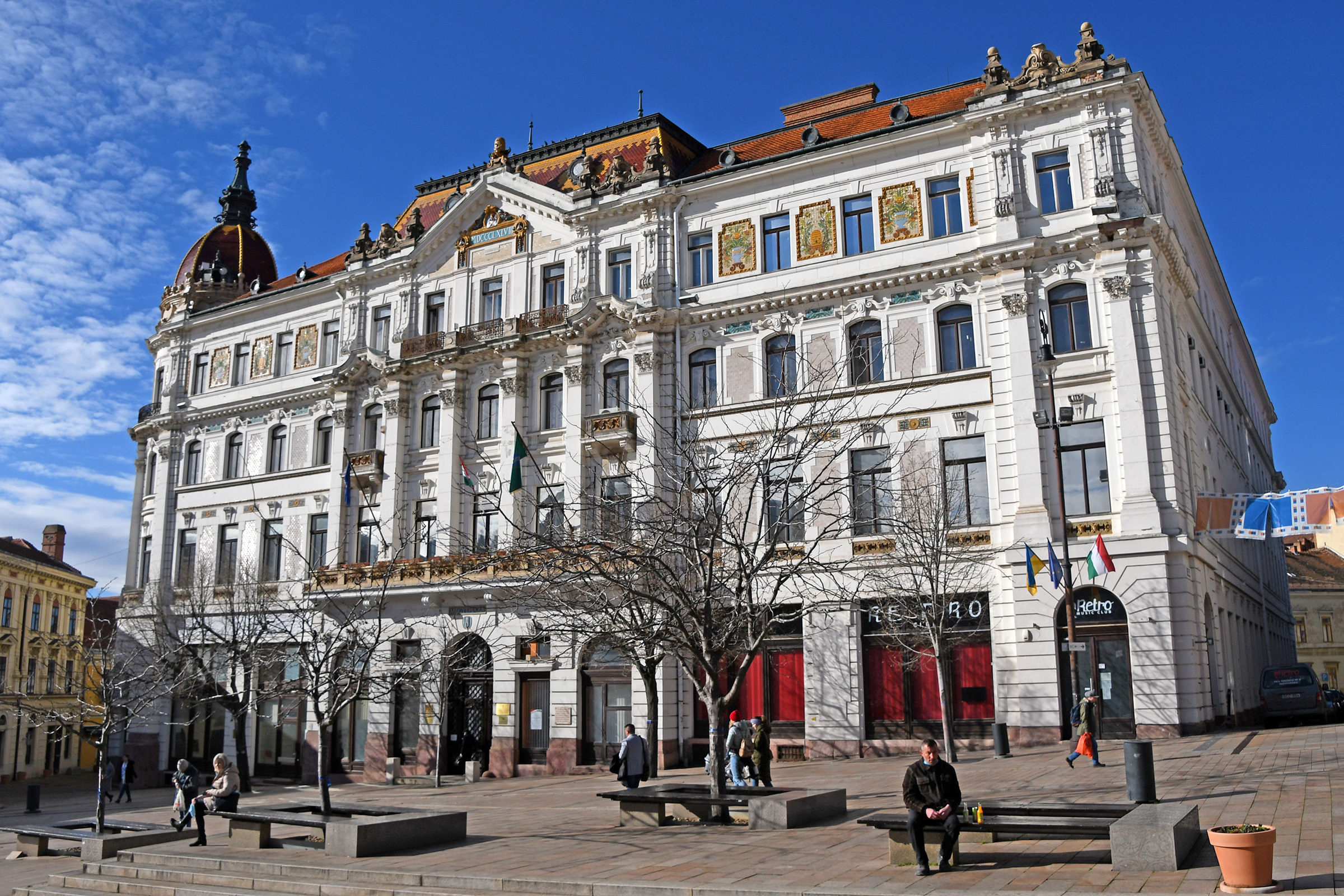
A vármegyeháza épülete Pécs városában

Az Almával párhuzamosan folyt az Okor vize (ma Bükkösdi víz), mely Okorvölgy falu környékén eredt; kiérve a hegyek közül jobbra a Gyűrű patakot, majd Okorág és a később Okorághoz csatolt Mónosokor alatt (ma Okorvíz a patak neve), innen keletnek fordult és egyesült az északkelet felől jövő Kőrös vízzel 
(ma Pécsi-víz).

## Történelem
Baranya vármegye, hasonlóan a nyugati szomszédjához, Somogy vármegyéhez, egyike volt a legrégebben alapított magyar királyi vármegyéknek.
Baranya vármegye területe a római korban Alsó-Pannoniához tartozott. A népvándorlás és az avar birodalom bukása után a keleti frank birodalom dunántúli szláv hercegségének része lett.
István király idejében a király a határvármegyék szervezésekor vármegye székhelyül Baranyavárat jelölte ki, melynek neve feltehetően az első ispánja nevéből ered.
A tatárjárás a megye területén is nagy pusztítással járt, magát Pécset is elpusztította. A veszteség azonban nem volt akkora, mint az Alföldön, mivel a megszállás itt kevesebb ideig tartott, s a lakosságnak módja volt arra, hogy az erdők és mocsarak közt elrejtőzzön. A legjobban a megye keleti sávja, a nagy hadiút környéke pusztult el, amelyen át Batu kán serege kivonult az országból.
A tatárjárás után a nagybirtokosok kővárakat építettek, és az elpusztult vidékeken is új nagybirtokosok jelentek meg, s megindult a telepítés is. Kővár épült ekkor többek között Pécsen, Pécsváradon, a Duna mentén fekvő Szekcsőn is. 
A 16. században az Oszmán Birodalom elfoglalta a vármegyét, és megalapította a Mohácsi szandzsákot, ami egy török közigazgatási egység  volt, székhelye Mohács.
A 17. században Baranya vármegye területét bekebelezte a Habsburg Birodalom, majd visszakerült a Magyar Királysághoz. 
1918-ban a vármegyét elfoglalták a szerb csapatok, és egy időre a Szerb–Horvát–Szlovén Királyság irányítása alá vonták (ld még: Baranya–bajai Szerb–Magyar Köztársaság).
Az 1920-as trianoni békeszerződés Baranya vármegye nagyobbik részét meghagyta Magyarországnak, kisebbik, délkeleti részét pedig Jugoszláviának ítélte.
1941-1945 között a vármegye területe kiegészült az elszakított résszel ("Baranyai Háromszög"), ám a világháború után Jugoszlávia visszaszerezte a területet. 
1991-ben Horvátország függetlenné vált, azóta a délikeleti, elszakított rész Horvátországhoz tartozik.

## Lakosság
- A lakosság száma 1857-ben[1]  258 350 volt. Közülük 170 281 magyar (65,91%), 68 817 német (25,09%), 8 750 horvát (3,39%) 14 502 szerb (5,61%) anyanyelvű volt.
- A lakosság száma 1880-ban 293 414 volt. Közülük 147 474 magyar (50,26%), 97 475 német (33,22%), 32 328 szerb és horvát (11,02%) anyanyelvű volt.

1910-ben a vármegye összlakossága 352 478 volt, ebből: 
- 199 659 (56,6%) magyar
- 112 297 (31,9%) német
- 13 048 (3,7%) szerb
- 10 159 (2,9%) horvát

nemzetiségűnek vallotta magát.

## Közigazgatás
A török hódoltság után eleinte a török közigazgatási beosztás maradt érvényben. Baranya vármegye határait Esterházy Pál nádor elnöklete alatt Somogy, Tolna és Baranya küldöttei az 1534. évi dicalis lajstrom alapján állapították meg. Ezzel elvesztek a Dráván túli falvak Baranya számára, mert 1534-ben az a régió már török fennhatóság alatt volt.

Baranya megye községneveit a községnevek rendezése során a Belügyminisztérium 1903. XII. 2.-i 113.225/II.30 sz. rendelete határozta meg. 1925. november 13-án a belügyminiszter a 113–850/1925. V. számú rendeletével elrendelte, hogy a „cz”-vel írt helyneveket a továbbiakban „c”-vel kell írni.

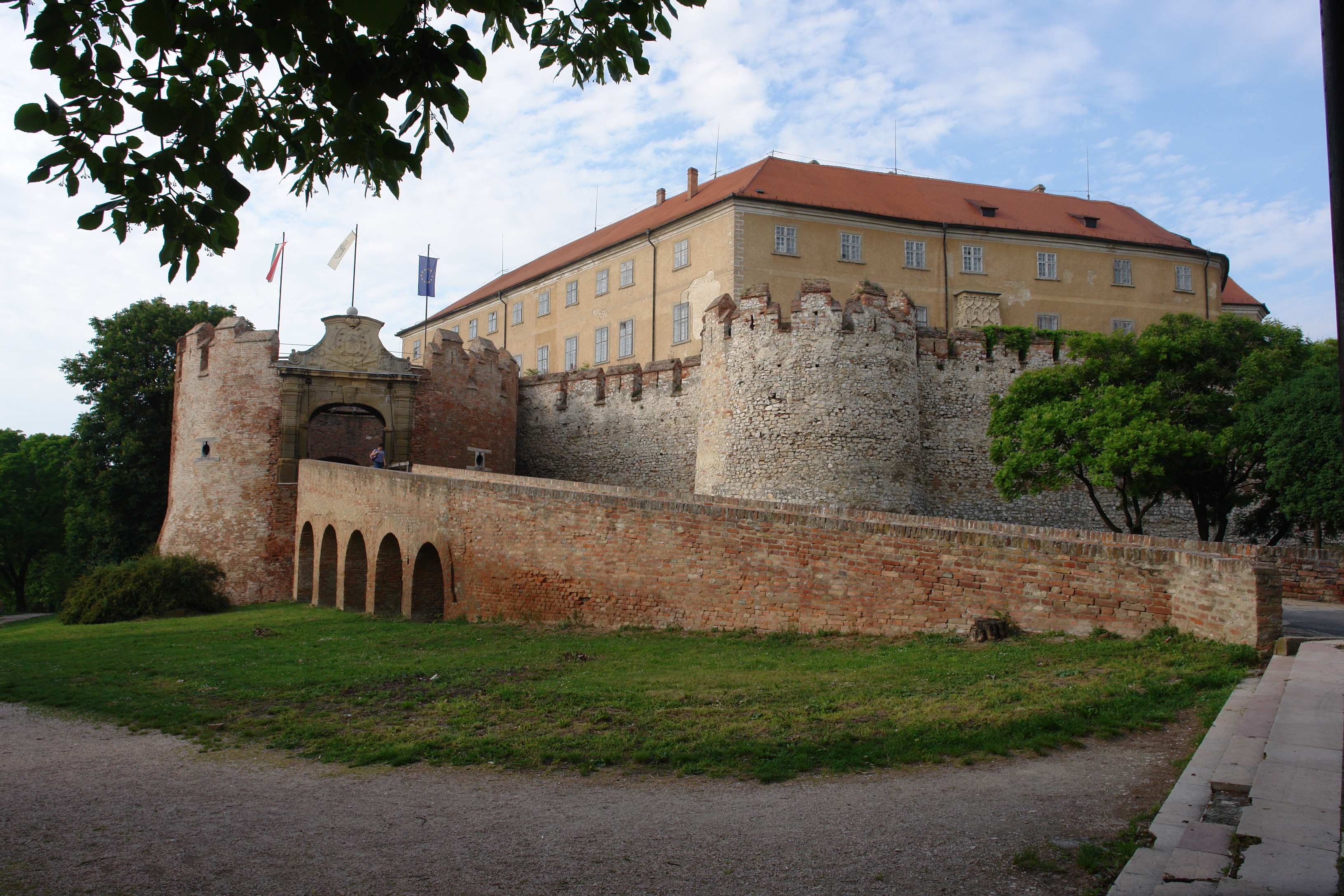
Siklósi vár

### Baranya vármegye járásai
Baranyavári járás: 1736–1941. augusztus 15. Székhelye 1921. augusztus 31.-ig Dárda, 1921. szeptember 1.-1941. augusztus 15. között Villány. 1701–1736 között a Baranyavári és Siklósi  járás része volt.
Baranyavári és Siklósi járás: 1693–1736 között. Székhelye Baranyavár. 1736-ban kettévált Baranyavári és Siklósi járásokra
Dárdai járás: 1941. augusztus 16. – 1944. december 31. között. Székhelye Dárda.
Hegyháti (korábban Mecsekháti) járás: 1736–1950. május 31. között. Székhelye Sásd. A továbbiakban neve Sásdi járás volt.
Mohácsi járás: 1693–1736 és 1775-től. Székhelye Mohács. 1983-ig fennállt.
Pécsi járás: 1693–tól. Székhelye Pécs. 1978-ig fennállt.
Pécsváradi járás: 1871–től. Székhelye Pécsvárad. 1966-ig fennállt.
Siklósi járás: 1736–tól. Székhelye Siklós. 1693–1736 között a Baranyavári és Siklósi járás része volt. 1983-ig fennállt.
Szentlőrinci járás: 1775–1950. május 31. Székhelye Szentlőrinc.
Villányi járás: 1941. augusztus 16.-1956. január 31. között Székhelye Villány. 1956-ig fennállt.

### Baranya vármegye főispánjai (1688–1950)
| Név                                                       | Tisztség                   | Időszak                                         | Megjegyzés                                                                           |
| --------------------------------------------------------- | -------------------------- | ----------------------------------------------- | ------------------------------------------------------------------------------------ |
| gróf trakostyáni Draskovich János                         | főispán                    | 1688. december 31. – 1692. április 2. (†)       | A török megszállás utáni első főispán                                                |
| gróf trakostyáni Draskovich Péter                         | főispán                    | 1693. március 12. – 1698.                       |                                                                                      |
| gróf trakostyáni Draskovich János                         | főispán                    | 1698. december 31. – 1705.                      | A Pécsi püspökség javára elvesztette főispánságát, de igényét haláláig nem adta fel. |
| gróf Nesselrode Ferenc                                    | püspök-főispán             | 1705. szeptember 12. – 1732. szeptember 29. (†) |                                                                                      |
| gróf vallesassinai Thurn Antal                            | püspök-főispán             | 1732. december 5. – 1734. december 24. (†)      |                                                                                      |
| Cienfuegos Alvarez                                        | püspök-főispán             | 1736. május 2. – 1739. augusztus 19. (†)        |                                                                                      |
| gróf karancsberényi Berényi Zsigmond                      | püspök-főispán             | 1739. december 4. – 1748. szeptember 25. (†)    | 1736-tól főispán-helyettes                                                           |
| Klimó György                                              | püspök-főispán             | 1751. július 30. – 1777. május 2. (†)           |                                                                                      |
| gróf tolnai Festetics Pál                                 | főispán                    | 1777. május 16. – 1782. április 7.              |                                                                                      |
| verebi Végh Péter                                         | főispán                    | 1782. április 19. – 1807. március 5. (†)        | 1805-től már csak névleg főispán, helyettese fia, István volt.                       |
| verebi Végh István                                        | főispán                    | 1807. június 12. – 1834. szeptember 30. (†)     |                                                                                      |
| gróf saárdi Somssich Pongrác                              | főispán                    | 1835. július 6. – 1847. november 4.             |                                                                                      |
| székhelyi Mailáth György                                  | főispán                    | 1847. november 4 – 1848.                        | 1845-től főispáni helytartó                                                          |
| gróf németújvári Batthyány Kázmér                         | főispán                    | 1848. április 22. – 1849.                       |                                                                                      |
| székhelyi Mailáth György                                  | császári és királyi biztos | 1849. január 30. – október                      | másodszor hivatalban                                                                 |
| szentkatolnai Cseh Ede                                    | megyefőnök                 | 1849. október 20. – 1850. február 21.           |                                                                                      |
| paulai Eckstein Rudolf                                    | megyefőnök                 | 1850. február 21. – 1851. április               |                                                                                      |
| szentkatolnai Cseh Ede                                    | megyefőnök                 | 1851. április – 1858. december 8.               | másodszor hivatalban                                                                 |
| dr. Szalay Nikodém                                        | megyefőnök                 | 1859. augusztus 15. – 1860. november            |                                                                                      |
| nagykéri Scitovszky Márton                                | főispán                    | 1860. november 26. – 1861. november             |                                                                                      |
| dr. Szalay Nikodém                                        | királyi biztos             | 1861. november – 1864. szeptember 2.            | másodszor hivatalban                                                                 |
| kőkeszi és nagymezei Csernyus Andor                       | főispán                    | 1864. október 23. – 1867. április               |                                                                                      |
| báró kisfaludi és lubellei Lipthay Béla                   | főispán                    | 1867. április 24. – november                    |                                                                                      |
| bonyhádi Perczel Miklós                                   | főispán                    | 1868. május 24. – 1887. április 10.             |                                                                                      |
| vaszkai és kardosfalvi Kardos Kálmán                      | főispán                    | 1887. április 10. – 1896. december 17.          |                                                                                      |
| dr. báró komlóskeresztesi Fejérváry Imre                  | főispán                    | 1897. március 7. – 1905. december 27.           |                                                                                      |
| dr. gróf benyói és urbanói Benyovszky Móric               | főispán                    | 1906. április 23. – 1910. február 12.           |                                                                                      |
| nagyszigeti Szily Tamás                                   | főispán                    | 1910. február 17. – 1917. június 11.            |                                                                                      |
| dr. gróf benyói és urbanói Benyovszky Móric               | főispán                    | 1917. július 7. – 1918. november 22.            | másodszor hivatalban                                                                 |
| kereseszegi Kerese György                                 | kormánybiztos              | 1918. november 22. – 1919. március 24.          |                                                                                      |
| Svachulay Zoltán                                          | kormánybiztos-helyettes    | 1919. szeptember 11. – december 3.              |                                                                                      |
| dr. Blaskovich Iván                                       | kormánybiztos              | 1919. december 3. – 1920. március 31.           |                                                                                      |
| dr. Prakatur Tamás                                        | kormánybiztos              | 1920. március 31. – szeptember 30.              | Csak 1921. október 16-án mentették fel állásából.                                    |
| Klein Antal                                               | kormánybiztos              | 1920. augusztus 15. – 1921. július 15.          |                                                                                      |
| Kiszely Gyula                                             | kormánybiztos              | 1921. szeptember 27. – október 10.              |                                                                                      |
| dr. vitéz Keresztes-Fischer Ferenc                        | főispán                    | 1921. október 10. – 1931. augusztus 24.         | Somogy vármegye főispánja is                                                         |
| gróf muraszombati, széchyszigeti és szapári Szapáry Lajos | főispán                    | 1931. október 23. – 1935. március 8.            | Somogy vármegye főispánja is                                                         |
| dr. gróf benyói és urbanói Benyovszky Móric               | főispán                    | 1935. március 8. – 1936. február 4. (†)         | harmadszor hivatalban                                                                |
| Horvát István                                             | főispán                    | 1936. február 12. – 1938. március 18.           |                                                                                      |
| dr. Blaskovich Iván                                       | főispán                    | 1938. március 18. – 1943. január 20.            | másodszor hivatalban                                                                 |
| Nikolits Mihály                                           | főispán                    | 1943. január 20. – 1945. január 20.             |                                                                                      |
| dr. Boros István                                          | főispán                    | 1945. január 4. – december                      |                                                                                      |
| dr. Kertész Endre                                         | főispán                    | 1945. december 11. – 1947. november 12.         |                                                                                      |
| dr. Gyetvai János                                         | főispán                    | 1947. november 12. – 1949. február              |                                                                                      |
| Bors Antal                                                | főispán                    | 1949. február – július                          |                                                                                      |
| Bobánovics Jenő                                           | főispán                    | 1949. július 1. – 1950. március 15.             |                                                                                      |